# Lista siturilor arheologice din județul Harghita - Z
Lista siturilor arheologice din județul Harghita - Z conține toate siturile arheologice din județul Harghita înscrise în Repertoriul Arheologic Național (RAN) și aflate în localități al căror nume începe cu litera Z. RAN este administrat de Ministerul Culturii și Patrimoniului Național și cuprinde date științifice, cartografice, topografice, imagini și planuri, precum și orice alte informații privitoare la zonele cu potențial arheologic, studiate sau nu, încă existente sau dispărute.
Puteți căuta un sit din localitățile care încep cu litera Z folosind formularul de mai jos sau puteți naviga prin toate siturile din județ la Lista siturilor arheologice din județul Harghita.
| Cod RAN     | Denumire | Localitate              | Adresă       | Datare | Descoperit | Coordonate | Imagine           | Erori            |
| ----------- | --- | ----------------------- | ------------ | ------ | ---------- | ---------- | ----------------- | ---------------- |
| 86375.01.01 | Așezarea eneolitică de la Zetea / ansamblu anonim (Categorie: locuire civilă) (Tip: Așezare)                             | sat Zetea, comuna Zetea | Pe Cetate    |        |            |            | Încărcați imagine | Raportați eroare |
| 86375.02.01 | Cetatea dacică de la Zetea - "Dealul Desag" / ansamblu anonim (Categorie: locuire civilă) (Tip: Cetate de piatră)        | sat Zetea, comuna Zetea | Dealul Desag | dacică |            |            | Încărcați imagine | Raportați eroare |
| 86375.02.02 | Cetatea dacică de la Zetea - "Dealul Desag" / ansamblu anonim (Categorie: locuire civilă) (Tip: Morminte de incinerație) | sat Zetea, comuna Zetea | Dealul Desag | dacică |            |            | Încărcați imagine | Raportați eroare |